# Hope (Dakota del Norte)
Hope es una ciudad ubicada en el condado de Steele en el estado estadounidense de Dakota del Norte. En el censo de 2010 tenía una población de 258 habitantes y una densidad poblacional de 161,97 personas por km².

## Geografía
Hope se encuentra ubicada en las coordenadas 47°19′28″N 97°43′9″O / 47.32444, -97.71917. Según la Oficina del Censo de los Estados Unidos, Hope tiene una superficie total de 1.59 km², de la cual 1.59 km² corresponden a tierra firme y (0%) 0 km² es agua.

## Demografía
Según el censo de 2010, había 258 personas residiendo en Hope. La densidad de población era de 161,97 hab./km². De los 258 habitantes, Hope estaba compuesto por el 100% blancos, el 0% eran afroamericanos, el 0% eran amerindios, el 0% eran asiáticos, el 0% eran isleños del Pacífico, el 0% eran de otras razas y el 0% pertenecían a dos o más razas. Del total de la población el 0% eran hispanos o latinos de cualquier raza.